# Le Gang Mazda
Le Gang Mazda est une série de bande dessinée humoristique, créée en 1987 par Christian Darasse dans le journal Spirou no 2549.
C'est dans cette série qu'est apparu pour la première fois Le Boss.

## Synopsis
Le Gang Mazda est une association de dessinateurs de bande dessinée qui a pour but de trouver des idées pour leurs histoires. Bernard, Christian et Marc ont formé leur atelier pour atteindre ce but.
La série raconte également les mésaventures amoureuses des trois héros, dotés chacun de personnalités bien différentes :
- Marc est sans cesse harcelé par sa mère qui brise systématiquement ses relations.
- Chris est un séducteur invétéré qui plonge ses collègues dans des situations embarrassantes.
- Bernard est obsédé par la rupture et conclut toutes ses relations de cette manière.

## Historique
L'aventure du Gang Mazda commence lors de l'année 1985 lorsque Christian Darasse demande à Bernard Hislaire s'il est intéressé pour s'installer ensemble dans un atelier de bande dessinée. Les deux auteurs se connaissent très bien puisqu'à la fin des années 1970, ils vivaient sous le même toit dans un premier atelier de bande dessinée en compagnie de Yves Schlirf et Bernard Hislaire sort avec la sœur de Christian Darasse. Professionnellement, Bernard Hislaire vient de terminer sa série Bidouille et Violette et de commencer Sambre avec Yann. Publiée dans Circus, elle oblige Bernard Hislaire à fournir de grosse cadence de travail. Marc Michetz, que Christian Darasse connait bien, se joint lui-aussi à l'aventure. Christian Darasse trouve des locaux situé rue du Prince Royal à Bruxelles juste au-dessus d'un garage Mazda. Christian Darasse choisit ce lieu, car il lui permet de dormir sur place étant donné qu'il vient d'être viré de son logement. L'atelier est composé d'une immense pièce, inchauffable, sans eau courante et cerné de vitres. Son accès se fait un grand escalier installé derrière un rideau de fer que les auteurs doivent soulever chaque fois qu'ils veulent entrer ou sortir.
Marc Michetz ne restera que huit mois dans l'atelier, mais l'expérience est tellement marquante pour le duo restant qu'il crée une série de bande dessinée, dessinée par Christian Darasse et scénarisée par Bernard Hislaire, qui puise ses gags dans la vie de tous les jours de l'atelier. Dans un premier temps destinée à un usage interne à l'atelier, très vite la série est présentée à la rédaction du journal Spirou et publiée à partir du no 2549 du 17 février 1987. Malgré quelques réserves émises pour son genre biographique en avance sur son temps est publié en 1988, un premier album intitulé Le gang Mazda fait de la bédé  qui connait un petit succès.
La série continue logiquement d'être publiée en album et dans le journal Spirou. Elle continue de s'inspirer de la vie du duo d'auteurs, qui raconte le déménagement de leur premier atelier au-dessus du garage Mazda à un autre, toujours à Bruxelles, pendant trois mois avant de s'installer dans l'antichambre d'une école de danse contemporaine. Le duo déménage encore une fois avant de se dissoudre définitivement. Christian Darasse reprend la série seul pour le troisième album, avant d'en confier le scénario à Tome à partir du quatrième, rompant ainsi avec le caractère autobiographique de la série, qui prend désormais une tournure plus classique jusqu'à son arrêt définitif en 1996.

## Personnages
Les trois personnages principaux de la série sont : Bernard, alter-ego de Bernard Hislaire (scénariste d'une partie des albums), qui ne dessine que des histoires d'amour tragiques. Christian, alter-ego de Christian Darasse (dessinateur de la série). Personne ne sait ce qu'il dessine et il ne travaille que très rarement. Toujours sans un sou il a des dettes un peu partout. Marc, alter-ego de Marc Michetz, il dessine les aventures d'un samouraï japonais (Kogaratsu).
L'album de Philippe Tome et Christian Darasse "Le Gang Mazda accélère" édité en 1994 aux éditions Dupuis a inspiré la création de la série de bande dessinée Le Boss.

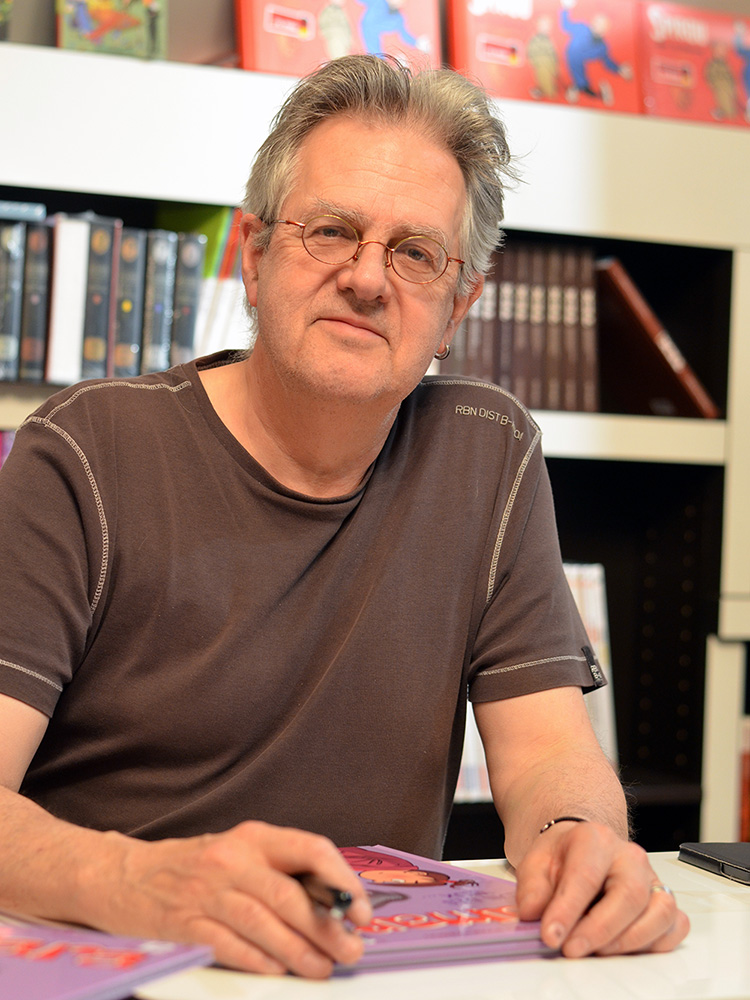
Christian Darasse en 2014.
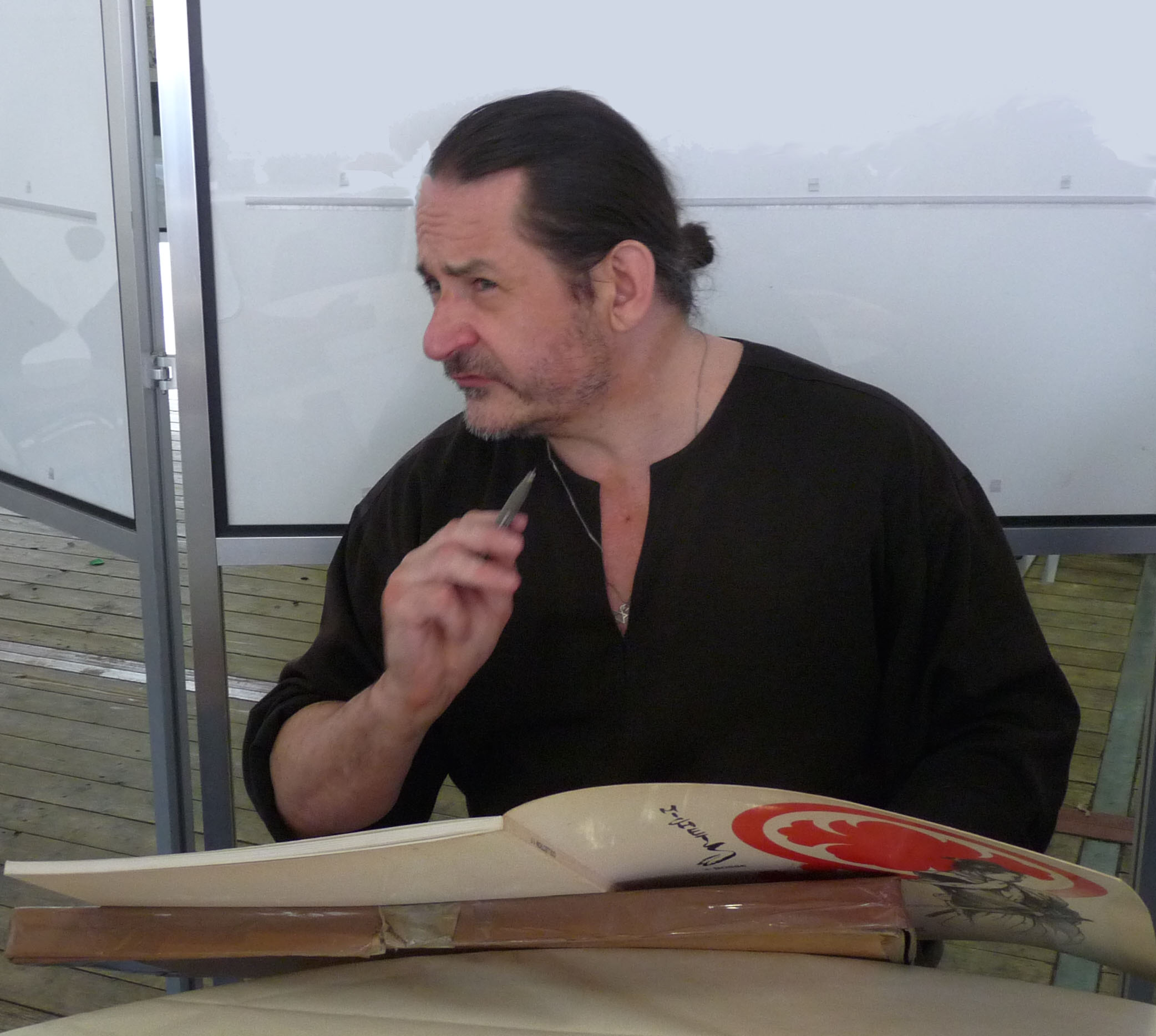
Marc Michetz.
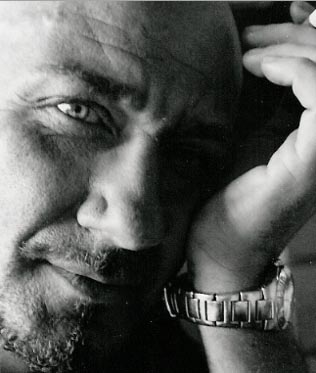
Philippe Tome en 2005.

## Publication

### Albums
1. Le Gang Mazda fait de la bédé (1988) (scénario : Hislaire)
2. Le Gang Mazda mène la danse (1989) (scénario : Hislaire)
3. Le Gang Mazda pouponne (1992) (scénario : Darasse)
4. Le Gang Mazda roucoule (1993) (scénario : Tome)
5. Le Gang Mazda cartonne (1993) (scénario : Tome)
6. Le Gang Mazda accélère (1995) (scénario : Tome)
7. Le Gang Mazda s'enflamme (1996) (scénario : Tome)

La première édition du tome 6 est dotée d'une couverture animée.
- Intégrale 1, 2015, contient les albums 1 à 3
- Intégrale 2, 2016, contient les albums 4 à 7